# Traualpsee
Traualpsee är en sjö i Österrike.   Den ligger i förbundslandet Tyrolen, i den västra delen av landet, 400 km väster om huvudstaden Wien. Traualpsee ligger 1 631 meter över havet. Arean är 0,15 kvadratkilometer. Den högsta punkten i närheten är Rote Spitze, 2 130 meter över havet, sydväst om Traualpsee.
I omgivningarna runt Traualpsee växer i huvudsak blandskog. Runt Traualpsee är det ganska glesbefolkat, med 26 invånare per kvadratkilometer.